# BROTHERS CONFLICT
『BROTHERS CONFLICT』（ブラザーズ コンフリクト）は、小説（ビジュアルストーリー）の単行本を元にドラマCD、ゲームやテレビアニメなどを展開しているメディアミックス作品。企画・原案は叶瀬あつこ、シナリオは水野隆志（エム・ツー）、イラストはウダジョが担当している。メインとなる「新感覚ビジュアルストーリー」企画は『シルフ』（KADOKAWA アスキー・メディアワークス）にて2010年5月22日発売の7月号（月刊化第1号）より連載がスタート。略称は「ブラコン」。

## あらすじ
主人公の女子高生は父親の再婚で、30代から小学生まで13人の男ばかりの兄弟を抱える朝日奈家の一員となる。彼女の出現で、これまで平穏だった兄弟たちの生活に変化が表れ、いつしか彼女を巡るコンフリクト（衝突）が発生する。

## 登場人物

### メインキャラクター
朝日奈 絵麻（あさひな えま）
声 - 佐藤利奈
初登場時16歳。
本作の主人公。絵麻という名前はゲーム（変更可能）及びテレビアニメ、また声優はテレビアニメのみ。父親が再婚するまでの苗字は「日向」（ひなた）。
東京・飯田橋にある「都立陽出（ひので）高校」に通う女の子。侑介とは同じ高校の同級生。ゲーム会社に勤める棗が認めるほどのゲーマーで、コンシューマ機では洋物のアクションゲームが好み。またアーケードゲームも得意で、原作では対戦している棗の機体の膝関節をピンポイントで撃ち抜いて倒し、アルバイトで新作のデバッガーを引き受けた際は開発者の予期せぬバグを発見するなど、その腕は常人離れしている。はやくに母親を亡くし、冒険家の父親と二人暮らしだったこともあり、料理が得意で、右京と一緒に家事をこなす。
高校生のころパスポート取得のためにとりにいった戸籍謄本をみて自分が養子であることを知る。あまりのショックに自分はいらない存在だと感じるも、兄弟の支えで立ち直った。産みの父親と母親は既に他界している。
高校卒業後は昴と同じ私立明慈大学の商学部に入学。
初期設定では髪型がボブであったが華やかさを重視してサイドテールへ変更した。
公式ファンブック中で最終回から9年後には棗とは別のゲーム会社に勤め昴と結婚し、3歳の娘、千歳（ちとせ）の母親となっている。
ジュリ
声 - 神谷浩史
主人公が幼い頃から飼っているペットの灰色のリス(♂)。主人公の父親や騎士のように考え主人公を守ろうとしていて、主人公に手をだす兄弟たちを敵視している。主人公の産みの親が死に際に「娘の幸せを見届けて」と言い残したことから絵麻を見守るようになった。
擬人化した姿で現れることもあった。
主人公と琉生とはなぜか会話ができ、琉生とは「ちいちゃんを守る会」を結成している。
主人公のことは「ちぃ」と呼ぶ。幼い主人公のことを「おちびさん」と呼んでいたものが短くなった。
初期設定では普通の茶色のリスだった。人間バージョンのデザインは「不思議の国のアリス」の白ウサギがモチーフ。後ろ髪をしっぽのように見せるためサイドを三つ編みにしてハーフアップにしている。
「ジュリ」という名前は、歌手沢田研二の愛称“ジュリー”からとられたもの（絵麻の実父の名前も「研二」で、学生時代の仇名がジュリーだった）。

#### 朝日奈兄弟
朝日奈 雅臣（あさひな まさおみ）
声 - 興津和幸
朝日奈家の長男。1979年4月24日生まれ。O型。身長179cm。初登場時31歳。
総合病院の小児科医。
のんびり屋で、どの兄弟にも優しく接する。主人公曰く朝日奈家の屋根のような存在。末っ子の弥には亡くなった父の代わりになろうと甘やかしている。
優しくて子供好きなことから評判のいい医者だが、実は血を見るのが苦手というヘタレな一面もあり、血を見ると気分が悪くなる。弥の怪我をきっかけに克服しようと努力する。椿にも血が苦手なのにどうやって医者になったのかが大きな謎だと言われている。兄弟たちに利子なしでお金を貸してあげるのは雅臣だけ。また、滅多に怒らないが棗に強く禁煙を勧めている。病院の子供たちに治療を頑張ったご褒美としてあげるため、白衣のポケットにはお菓子がたくさん入っているが、甘いものを与えすぎてはよくないと、シールやミニカーも入っている。また、自分で作ったピンクの「うさたん初号機」も入れている。ぼーっとしていそうで実はよく兄弟のことを見ており、幼少期に椿と梓が入れ替わって遊んでいたり、光の初めての女装を見破ったりしたのは雅臣だけだった。
初期設定ではシンプルな白衣姿だった。聴診器を首にかけている。
1998年3月に私立成啓高等学校を卒業。2004年3月に杏凛大学医学部医学科卒業。現在は武蔵野明十字病院に勤務している。
1997年5月に普通自動車免許、2004年3月に医者免許を取得している。
研修医のころに縫合の練習がてらにしていた裁縫にはまり、趣味の一つとなった。大事なものは患者の子供たちからの手紙。落ち着く場所は家であり、兄弟みんなの笑顔を見ていると元気がでるとのべている。休日は間違いなく寝ているらしく、早起きも苦手。寝癖もひどいらしく、スタイリングせずに格好悪い寝癖のまま外出する雅臣を琉生は許せなくなるらしい。主人公の誕生日にはナースのうさたんの中に救急セットを入れて贈ろうと考えている。母である美和には高齢出産となり心配だが、もしももう一人弟ができたら新型のうさたんをあげてたくさん可愛がりたいと話している。主人公に対する第一印象は妹ができたことに対する感動であったが、今では主人公の笑顔はみんなを明るい気にさせるのでいつも笑顔でいてほしいと話している。
愛読書は「パパでもできる！ソーイング入門」と、「学習まんがシリーズなぜなに血液」。得意科目は生物と家庭科。得意なスポーツは弥としていたミミレンジャーごっこと答えるも、中学生へと成長した弥にヒーローごっこは卒業した、といわれショックを受けた。好きな食べ物はシチューや煮物で嫌いな食べ物は脂っこいもの。10年前の自分に言いたいことは「早く血に慣れた方がいいよ」。もしもあと24時間の命なら家族みんなで過ごしたいと言っている。髪量は多く、髪質はやわらかい。
海外医療ドラマによく出てくるヘタレな研修医がモデル。キャラクターコンセプトはヘタレだけど変わろうとする人、ぼーっとしているようで意外といろいろな事に気づいている人、隠れて頼りになる兄貴、控え目で少し不器用、長男としての責任感らしい。
公式ファンブック中では、最終回から9年後も同じ病院に勤めマンションで暮らしている。
朝日奈 右京（あさひな うきょう）
声 - 平川大輔
朝日奈家の次男。1981年12月3日生まれ。AB型。身長182cm。初登場時28歳。
民事事件を扱う弁護士。
弁護士の仕事をこなしつつ家事全般をこなしたり、弟たちの成績に口を出したりと朝日奈家の母親的存在。兄弟たちに勉強を教えることもあったが、棗曰く超スパルタ。真面目な性格で融通がきかず口うるさいので、風斗には朝日奈家のうざい筆頭と言われている。そんな性格をおもしろがってからかってくる光は右京の天敵。椿曰く、主人公がきてから自室のキッチンでひそかに料理の練習をしているほど負けず嫌い。弁護士になった理由は堅実な職業だから。また、顔が母親に一番似ている。主人公にそっくりな昔の恋人、雨宮玲子に振られたことをずっと引きずっていて、玲子に振られた年の司法試験は散々だったらしい。雅臣にも「しっかり者だが女性を見る目はない」と言われている。
眼鏡をかけている。初期設定では弁護士でなく検事で、髪型もおろしたものだった。オールバックの横分けにした理由は髪がおとなしすぎたのとおろした際のギャップがほしかったから。1stシーズンのシャツの色は白の予定だったがもっとギラっとさせるべきということで赤いシャツになった。また、2ndシーズンのスーツの色はグレーの予定だったが祈織のイメージとかぶるため明るいベージュに変更された。
2000年3月に私立京王義塾高等学校卒業。2004年3月に京王義塾大学法学部法学科を卒業している。
2000年1月に普通自動車免許を取得、2006年9月に弁護士登録をした。
趣味は読書と蕎麦打ちで休みの日も蕎麦打ちをしている。蕎麦の生地を伸ばしている時に弥にクッキーの型で抜かれたことがあり、そのようなことが二度とないよう鍵のかかる蕎麦打ち部屋を欲しがっている。大切な物は刀鍛冶に作ってもらった包丁で、誰にも触らせないようにしている。料理を作っている間は無心になれるため、落ち着く場所はキッチン。もしももう一人弟ができたらこれまでの失敗を活かしてビシバシ指導したいらしい。主人公の誕生日には恵比寿にある庭園の美しいレストランで食事をごちそうしたいと思っている。主人公に対する第一印象は驚きであったが今では周囲に気遣いすぎるところを心配していて、もっと主張したり拒絶したり自分の意見をはっきり述べるべきだと感じている。
愛読書は六法全書や文芸書、実用書で、恋愛小説は苦手。得意科目は国語と公民で得意なスポーツは特になし。好きな食べ物は蕎麦や和食全般で嫌いな食べ物はジャンクフード。10年前の自分に言いたいことは「あの女のことは忘れなさい」。もしもあと24時間の命なら究極の蕎麦を打ちたいと話している。髪型はずっと変わっておらず、分け目はたまに変えた方が良いと琉生が話している。髪量はふつうで髪質はやわらかい。
公式ファンブック中では、最終回から9年後にはそれまで勤めていた弁護士事務所から独立し、個人で事務所を開きその近くにマンションを買って暮らしている。
朝日奈 要（あさひな かなめ）
声 - 諏訪部順一
朝日奈家の三男。1983年5月28日生まれ。O型。身長185cm。初登場時27歳。
僧侶。袈裟は紫色。
ホストのような言動をとる。剃髪はしておらず、初期設定では明るい色の髪を真ん中分けにしていた。口説き文句がわりの独自の説法は女性に人気。椿曰く世界一ふざけた坊主で、要のありがたいお話、すなわち説法は、聞いたが最後、食われるとのことなので気を付けた方がいいらしい。兄弟一のモテ男。琉生のお店の女性スタッフも要に指名されたいと騒いでいるらしい。親戚の女性たちは風斗と要の顔のつくりが似ていると話すが、風斗は「こんなに下品な顔じゃない」と否定している。ホストクラブ「Club Buddha」では要仁（ようにん）という源氏名を名乗り、ナンバー2を張っている。軟派だが人の気持ちを読むことに長けている。軽そうだがいざというときは頼りになり、兄弟のこと、特に祈織のことを気にかけている。祈織のことをずっと心配しているが彼を救えない自分自身を責め続けている。しかし主人公との交流をきっかけに祈織との関係も少しずつ変化していく。風斗からエロ坊主と呼ばれる。年下の兄弟たちのことを全員ちゃん付け、またはあだ名で呼んでいるが祈織のことだけは呼び捨てにしている。昔はいおと呼んでいた。胸元のタトゥーは人前では短剣と言うが実は十字架。
2ndシーズンで髪型が変わった理由は最近のキャラクターで真ん中分けはあまりいないので時代にあわせたから。
2002年に都立二志高等学校を卒業。雅臣曰く制服のない学校に通っていたが制服のほうがもてるからと自分でそれっぽい服を用意して通学していた。2006年に早生田大学教育学部社会科卒業。冗談で現在は株式会社クラブ・ブッダの支配人だと話している。
2002年5月に普通自動車免許、2003年7月に一級小型船舶操縦士の資格を取得。
趣味は座禅と女性との交流、女性の美点を探すこと。大切なものは主人公を含めた家族。落ち着く場所は海と父親のお墓の前。主人公の誕生日には自分との一泊温泉旅行をプレゼントしたいらしい。主人公に対する第一印象は「可愛い」、だが今では「誰を選んでもいいが幸せになってほしい」と思っている。
愛読書は朝川光流の単行本。得意科目は国語と世界史。不得意なスポーツはないが、長距離走では棗にはかなわないし、バスケでは昴にはかなわないと感じている。好きな食べ物は愛情をこめてつくられたもので、嫌いな食べ物は特になし。自慢できるところはお金持ちなところで、お金で愛を買うのは間違っていると思うがお金のない愛も認めたくないと語っている。10年後は兄として主人公のことを見守っているだろうと思っている。髪量は多く髪質は固め。
キャラクターコンセプトは「複雑で面倒な男」。人との距離を簡単に詰めてくるのに自分の心には踏み込ませない、本心は語らないというイメージ。意識して描かれているのは「業」であり、主人公に愛とは何かを教える、名前の通り物語の要である。自身の男としての想いと、人として家族としての思いが重なっているので深みがあるキャラクター。
公式ファンブック中では、最終回から9年後には母のあとを継いで社長になり、会社の近くへ引っ越した。
主人公を「妹ちゃん」と呼んでいる。
朝日奈 光（あさひな ひかる）
声 - 岡本信彦
朝日奈家の四男。1984年8月1日生まれ。O型。身長175cm。初登場時26歳。
ノワール小説家。
裏社会の取材の際に便利なため女装しているが内面はとても男らしい。独り暮らしをしており、一時期はイタリアで活動していたが主人公が朝日奈家にやってきた翌年の春に帰国。歯に衣きせぬ物言いで自ら敵を作ることもある。兄弟たちに言い寄られる主人公の状況を面白がりそれをネタにからかうことがある。喫煙者。高校生のころはちゃんと男子の制服を着ていた。雅臣曰く昔から好奇心旺盛ではあったがまさか女装に目覚めるとは思っていなかったらしい。オカマというと怒る。
メイクを落とした姿が想像できる方がいいということで女装していてもギリギリ男に見えるようなキャラクターにした。メイクを落とした顔は若干要に似ている。女装時の服装は高級娼婦がテーマで、毛皮の襟がついたブルゾンを羽織り、ワンピースのミニスカートにエナメルの女王様ブーツを履いている。その格好で女性を抱きしめる事もある。
2003年3月に普通自動車免許、2007年3月に一級小型船舶操縦士の資格を取得。
趣味は人間観察や読書。落ち着く場所は日本。休みの日はよく化粧品センターへ買い物へ行く。もしもう一人弟ができたらという質問に対して、それよりも絵麻との子供がほしいと言い出す兄弟がいると予想した。主人公の誕生日には絵麻が喜びそうなものを徹底的にリサーチして、完璧なシチュエーションで渡し、兄弟の反応を見たいらしい。主人公の第一印象は玲子に似ている子、だが今はこれからも兄弟を翻弄してほしいと思っている。
どのような本もよく読む。得意科目は国語と英語。スポーツに関しては何が楽しいのかわからない。好きな食べ物はおいしいもので嫌いな食べ物はおいしくないもの。自分を漢字一文字で表すと「狡」。生まれ変わったらいろんな男から愛される女になりたい。なぜそんなに男から愛されたいのか椿や昴などほかの兄弟には理解できない。
公式ファンブック中では、最終回から9年後には海外で暮らしている。
朝日奈 椿（あさひな つばき）
声 - 鈴村健一
朝日奈家の五男。1985年12月31日生まれ。A型。身長176cm。初登場時24歳。
幼少の時に見たロボットアニメに触発され、中学生の頃から声優を志望していた。高校を卒業してすぐに声優の養成所に入ったため、大学受験はしていない。「一つの魂を分け合った関係」と自称するほど梓のことが大好きで常に行動を共にしている。また、お互いを一番の理解者だと認識している。飄々としていてイタズラ好きな性格から昴や侑介をいじって遊ぶことがある。しかし仕事に対してはとても真面目。自分のやりたいこと、得意なことは頑張るがそれ以外はまったくだめでエスカレーター式の学校なのに高校進学が難しいと判明したときの美和の顔は恐ろしかったらしい。アニメ、ゲーム、ライトノベルが大好きで部屋はオタグッズで常に溢れかえっており、見かねた梓が定期的に掃除をしている。マンションの使われていない一室（元光の部屋）を勝手に荷物部屋にしている。よくこっそりと要や梓から服やアクセサリーを借りたり侑介から漫画を借りるが返すことはない。梓が椿の部屋の掃除をするときになるべく回収するようにしている。コミケは事前にカタログをチェックして参加、漫画は観賞用の他に透明のカバーをかけた保存用を所持。ゲーム・DVDはパッケージも大切に保管するなどかなりのオタク。仕事では演技面において梓よりも劣っていて風斗には努力してもヘタで、演技ができない顔だけの声優とまで言われた。チャラ声優と呼ばれる。
ブラコンで最初にデザインされたキャラクターは椿と梓。髪型の分け目が逆（右の眼が隠れている）だったり泣きぼくろの位置（左側にある）が逆だったり双子ならではのテンプレをつめこんだ。声優でスターなので3つ子の目の中には星が入っている。初期設定では椿は意地悪で性格の悪いキャラクターだったがいつのまにかチャラ男になっていた。当初ペンダントは十字架だったが十字架は祈織の専売特許となった。赤紫のシャツや服が多い。
2004年に私立碧山学院高等部、2006年に日本ナレーター&アクター研究所を卒業。現在は株式会社ブリーチアンドクリア所属。
2004年3月に普通自動車免許、2006年1月に一級小型船舶操縦士の資格を取得。
趣味はマンガやラノベを読むことやゲーム、アニメの鑑賞、プラモデルをつくること。大切なものはのどと台本と梓。落ち着く場所は梓の部屋。休みの日はたまっていたゲームをしたりラノベを読んだりしている。もしももう一人弟ができたらという質問に対して妹ならともかく弟はこれ以上いらないという。さらに光の予想通りのコメントも述べている。絵麻の誕生日には上から下まで洋服を選んで贈りたい。主人公に対して初めて思ったことは妹ができたことの喜びだが、今では大事な妹に変わりないがそれだけではなくなってきている。
愛読書は漫画やラノベ全般。得意科目は音楽と体育。得意なスポーツはサッカーとフットサル。高校時代はモテるからという理由でサッカー部だった。好きな食べ物は絵麻の手料理で嫌いな食べ物は数の子。もしも1億円あったらポルシェを買いたい。無人島に一つ持っていくなら妹と答えているが、それに対してジュリは「独りで行ってのたれ死ね」と述べている。琉生曰く髪色は似合っていると思うが髪へのダメージも大きく、昴の生え際が危ないと笑っているが椿の方が危ないらしい。髪量は普通。髪質はかたい。
キャラクターコンセプトは梓に対するコンプレックスをチャラチャラした態度で隠したもの。独特のしゃべりや感情がそのまま表に出ているかのような、軽薄でなく軽妙な言動、イメージが近い要との区分や精神的な成長が伝わるようにする点に注意して描かれている。
朝日奈 梓（あさひな あずさ）
声 - 鳥海浩輔
朝日奈家の六男。1985年12月31日生まれ。A型。身長176cm。初登場時24歳。外見は眼鏡と泣きぼくろ（右側にある）が特徴。
常識的かつクールな性格で調子にのりがちな椿のストッパー役。しかし棗に対しては横暴に接することも多く実はかなりの腹グロだといわれることもある。椿とちがって成績優秀で、「梓が勉強を見なかったら椿は高校生にはなれなかったし、高校卒業もできなかった」と雅臣が話している。棗も梓に勉強を見てもらっていた。椿曰く、自分の思い通りにならないことや想定外のことに弱い。大学在学中に椿に誘われ声優となる。演技力は椿より上。風斗には「演技はできるがいつも椿にべったりなのはどうかと思う」と指摘されている。なんでも簡単にこなしてしまう天才肌だが物事に対する執着心が薄く長続きしない。また、多くのことを器用にこなすが椿の熱意には敵わないと思っている。声優の仕事にも椿ほどの熱意を持てずにいたが、主人公との関わりを経て自分の内に宿る情熱に気づき真面目に取り組むようになる。風斗から地味声優と呼ばれることもある。
2008年3月に碧山学院大学文学部史学科と日本ナレーター&アクター研究所夜間コースを卒業。現在は椿と同じく株式会社ブリーチアンドクリア所属。黒や青の落ち着いた色の服を好む。
2004年3月に普通自動車免許、2006年1月に一級小型船舶操縦士の資格を取得。
趣味は主に椿の部屋の掃除で気がつくと無心で片づけをしている。休みの日にすることも椿の部屋の掃除である。大事なものはなにかという質問に対しては、「『椿』と答えないと泣かれる」と回答。落ち着く場所は椿がいないときの自室とお風呂、温泉で、大のお風呂好き。もしももう一人弟ができたらという質問をされたときは、椿の回答にあきれていた。主人公の誕生日には椿が贈る服に似合うアクセサリーをあげようと考えている。絵麻への最初の気持ちは、「椿のはしゃぎっぷりにひかなければいい」という心配だったが、今では「大切にしたい、守りたい」という存在になっている。
愛読書はたまに見る程度だが電撃voice。得意科目は日本史。得意なスポーツに関してはとりわけ得意なものも苦手なものもないと答えている。好きな食べ物はだし巻き卵とようかん、おせんべい、おいしい牛肉で部位ならみすじ。嫌いな食べ物は特になし。10年前の自分には「少なくともあと10年は椿と行動している」と伝えたいらしい。あと24時間の命なら椿に自身の兄であったことのお礼を言いたい、また棗に宅配ピザ50枚を無断で注文するなどすごいイタズラを仕掛けたいと答えている。これを聞いた棗は「梓は棗限定で本当に性格が悪い」と述べている。髪が重たい印象なので琉生がカラーリングを勧めるも面倒だからと断っている。髪量はふつうで髪質はかたい。
キャラクターコンセプトは椿とは正反対の冷静な常識人にみえて愛の重さや衝動的な一面など本質的には椿に似ている人。さらに椿より粘着質。全兄弟中もっとも真意を表にださないキャラクターとして捉えられている。
椿と梓は公式ファンブック中では最終回から9年後には前と同じ事務所で声優を続けているが近いうちに独立するらしく準備を進めている。マンションは出ている。
朝日奈 棗（あさひな なつめ）
声 - 前野智昭
朝日奈家の七男。1986年1月1日生まれ。A型。身長176cm。初登場時24歳。
大手ゲーム会社に勤めるサラリーマン。営業部から現在は企画部へ異動。椿・梓とは二卵性双生児の関係。一家とは離れて浜田山のアパートで独り暮らしをしている。ぶっきらぼうで言葉や態度はそっけないが根は優しい。昔から椿と梓に常に振り回されてきたためか面倒見がよく、双子だけでなく家族からも面倒事を押し付けられやすい。梓曰く客観的な意見をくれるので相談相手に向いている。中学生の時走る楽しさに目覚め、椿と梓と同じエスカレーター式の中学校に通っていたにもかかわらずスポーツ推薦で別の高校へ入学。大学では駅伝選手として活躍し、第8区を走ったこともある。しかしスポーツで食べていくことの難しさを悟り引退しゲーム会社へ就職した経緯がある。それ以来昴からは競技を半端に放り出した人として幻滅されてきた。それでも同じくスポーツにうちこむ昴に対し自分の果たせなかった夢を叶えてほしいと何かと助言をしたり気にかけている。昔椿が拾ってきた「つばき」と「あずさ」という名前の猫を飼っている。極度の方向音痴。以前は椿や梓と同じ体重だったが筋肉がある分重くなったと話している。梓には脂肪だと言われる。喫煙者。
初期設定では「兄弟の中でも普通の人物」という設定に悩み、無骨萌え、不器用萌えを目指していた。企業勤務のためシャツの裾もキチンとしまっている。明るい髪と対比する若草色のネクタイを愛用。また、最初は「楓」という名前の予定だったが、椿と梓とは卵ちがいということで同じ木偏をさけるために「棗」になった。
2004年3月に私立久賀山高等学校を、2008年3月に中旺大学経済学部経済学科を卒業。現在は株式会社エデンゲームズに勤務している。ゲームに声優を起用する関係で、椿や梓の仕事に関する情報を得ることもある。
2004年3月に普通自動車免許、2008年7月に大型自動二輪免許を取得。
趣味はドライブ。大事なものは単車と車。落ち着く場所は車の中で休日はツーリングやドライブをしている。もしももう一人弟ができたらという質問に対しては誰が面倒をみるのかと考えている。主人公の誕生日にはクリスマスにマフラーをあげたら喜んでいたので今度はちゃんと女物をあげたいと考えている。初めて絵麻に会ったのは美和の結婚式で、なぜ自分のことをジロジロみるのかと思った。今では誰にも譲る気はないと考えている。
愛読書は月刊バスケで、昴の活躍をチェックしている。得意科目は体育。得意なスポーツは短距離走と長距離走。好きな食べ物はオムレツとすき焼き。嫌いな食べ物は特になし。子供の頃の夢はプロスポーツ選手。座右の銘は「油断大敵」。
公式ファンブック中では最終回から9年後には営業部へ戻り課長となっている。
朝日奈 琉生（あさひな るい）
声 - 武内健
朝日奈家の八男。1989年2月22日生まれ。B型。身長174cm。初登場時21歳。
カリスマ美容師。
天然かつマイペース。常にぼーっとしていて何を考えているのかわからない。昔から少し不思議なところがあり、女の子の友達が多く要にうらやましがられていた。その一方で仕事場では高い技術を持つスタイリストとして活躍している。生意気な風斗も琉生の美容師の腕と余計なことを何も言わないことを信頼して懐いている。主人公以外で唯一ジュリと会話ができる。主人公を守りたいという思いとブラッシングの上手さからジュリにも信頼されていて、共に「ちぃちゃんを守る会」として結束を固めている。2歳の時に施設から美和に引き取られて朝日奈家の養子になったため、他の兄弟との血のつながりはなく、昴より下の弟たちはそのことを知らない。幼いころは兄弟たちと自分との違いに悩まされたが今ではお互い大切な家族として心を通わせている。フランス人と日本人のハーフ。美容師の研修と、実の父に会うことが目的で約2ヵ月間フランスへ行ったときは侑介に主人公を見守るよう指示した。
表情のイメージは未亡人。少し寂しそうで見ているとドキドキする感じ。1stシーズンでは細身の赤パンツを履いているが、2ndシーズンではほかの兄弟たちとのカラーバランスを考慮して白いパンツに変更された。ボリュームのある髪を顔の右でくくって小さなサイドテールにしている。
2007年に都立祐天寺高等学校、2009年に隅田美容専門学校卒業。現在は株式会社エタニティ【float吉祥寺】に勤務している。
2007年10月に普通自動車免許、2009年5月に美容師免許を取得。
趣味はネイルアート。職業上、手にはできないので足にしている。大事なものはパリの写真集。落ち着く場所は家のテラスで休日にはよくそこで昼寝をする。家族が増えることは楽しいのでもう一人弟ができることには賛成している。主人公の誕生日にはアロマキャンドルやルームフレグランスをプレゼントしたいらしい。絵麻の第一印象は「広がりやすそうだがいい髪質」で、今では「頑張り屋さんだが自分の前ではもっとのんびりしてほしい」と感じている。
愛読書は女性ファッション誌やアイドル雑誌。得意科目は美術と科学。得意なスポーツはのんびり泳ぐことと答えている。好きな食べ物はケーキで臭いものが少し苦手。自慢できるところは器用なところ。10年後も美容師を続けていると思っている。
キャラクターコンセプトは主人公と同じ境遇で最大の理解者。ふわふわしているようでアーティストらしいプライドとそこから生まれるぶれない芯の強さからくる、実は押しが強い一面に注意して描かれている。
公式ファンブック中では、最終回から9年後もマンションで暮らしていて、祈織や風斗のヘアメイクを担当することもある。
朝日奈 昴（あさひな すばる）
声 - 小野大輔
朝日奈家の九男。1990年9月21日生まれ。O型。身長183cm。初登場時20歳。
プロバスケットボール選手。
大学へはバスケットボールのスポーツ推薦で入学した体育会系。大学2年生ですでにレギュラーの座を獲得。卒業後はプロバスケ選手になることが内定していて宮崎県へ移った。バスケットボールのポジションはシューティングガード。棗曰く天才というわけではないが身体能力が高く練習熱心なのでバスケのセンスは大いにある。小学生のころは棗にべったりでいつもくっついてトレーニングの真似ごとをしていた。しかしお互い不器用なせいですれちがっていた。ストイックな性格で何事にも一途。幼いころからスポーツ一筋だったので女性に対する免疫がなく、主人公に対してぎこちない態度をとることもあった。まっすぐな性格で自分の感情を自覚して以来、絵麻にストレートな好意をぶつけるようになった。風斗からはスポ根バカと呼ばれる。ゲーム版の私服は要のおさがりが多い。学校のロゴが背中に書かれたスタジャンを愛用。
2009年3月に私立八王子高等学校、2013年3月に明慈大学商業学部商学科を卒業。現在は宮崎ディライトスターズに所属。
初期設定では茶髪のイケメンだったが女の子と普通に話せそうという理由からボツになった。おでこを出した髪型がイラストレーターには描きにくく、2ndシーズンでは髪が伸びている。
2009年8月に普通自動車免許取得。
趣味はトレーニングやシュート練習。大事なものはバッシュにかいてもらった尊敬しているプレイヤーのサインで何があっても手放さないと決めている。落ち着く場所はコート。休みの日もトレーニングをしていて、休みも平日も関係ないらしい。子供は苦手。女性に何をプレゼントしたらいいのかわからない。絵麻が家族となった当初は家の中に女がいることに全く慣れなかった。今では絵麻にふさわしい男になるから側にいてほしいと思っている。
愛読書は月刊バスケ。得意な科目も苦手な科目も特にない。得意なスポーツはバスケットボール。好きな食べ物はプロテインと肉。嫌いな食べ物は酢豚の中に入っているパイナップル。子供のころの夢はプロバスケットボール選手。座右の銘を考えたことはなかったが思いついたことは「夢は努力により叶う」。琉生曰く頭頂部が危ない。お肉ばかり食べていると髪によくないので野菜や海藻類もバランス良く食べることを勧めている。髪量、髪質はふつう。
公式ファンブック中では最終回から9年後には絵麻と結婚し、娘を持った。東京のチームに移籍している。
朝日奈 祈織（あさひな いおり）
声 - 浪川大輔
朝日奈家の十男。1992年4月17日生まれ。A型。身長175cm。初登場時18歳。
ミッション系の名門私立高校を卒業後、大学へ入学。かなり偏差値の高い高校で常に10番以内をキープしていた。子供の頃から優等生で雅臣や右京が手を焼いたことがない。学校の先生からは最難関の国立大の受験も勧められたが「興味がない」と言って、受けなかった。品行方正で文武両道、容姿端麗な王子様的存在として近隣の学校に通う女子生徒にもその名が知れわたるほど注目を集めていた。常に紳士的で絵麻に対しても親切。カフェでバイトをしている。中学校の時に恋人が目の前で事故に遭い亡くなったことが深いトラウマとなっている。兄弟との仲は一見良好に見えるが、他人への関心があまりなく、関係も希薄。第一志望だった高校で事故が起きたため受験には合格したもののどうしても通うことができず第二志望の高校に進んだ。要から彼女の形見として受け取ったクロスチェーンを二重に巻いて愛用。主人公を求め、中学時代の傷を埋めようとしたこともあったが、2ndシーズンでようやく過去を断ち切った。風斗には根暗男と呼ばれる。
2011年3月に私立ブライトセントレア学院を卒業。現在は城智大学外国語学部英語学科を休学中。株式会社ジェイムズ・エンタテインメントに所属。モデルとして活躍する。
2007年7月に実用技能英語検定2級、2011年4月に普通自動車免許を取得。
趣味は特になし。大事なものは作らないことにしている。どうしたら落ち着く場所をつくることができるのかわからない。時間をもてあますと余計なことを考えてしまうため休みの日もバイトを入れている。もしももう一人弟ができても必要なのは絵麻だけなので別にどうもしないと答えている。主人公のほしいものは分かっているので誕生日にはちゃんとそれを用意すると話す。初めて絵麻が家に来た時はこんな騒がしいところにきて大変だと思った。今は合わせる顔がないと述べる。
愛読書はボードレールの詩集。得意科目は英語。得意なスポーツは個人競技。好きな食べ物は炭酸水。嫌いな食べ物は肉。自分を漢字一文字で表すと「儚」。生まれ変わることは望んでいない。髪はやわらかくそれでいてしなやかで完璧。髪量はふつう。頭頂部に一束のアホ毛（跳ね出た髪）がある。
キャラクターコンセプトはかっこいいヤンデレ。主人公に対して犯罪行為をはたらくヤンデレではなく主人公至上主義で、彼女との仲を邪魔する相手には容赦がないヤンデレ。万能の天才でどこまでも純粋。そのため迷うことがなく完璧すぎることが欠点。
公式ファンブック中では最終回から9年後も芸能活動を続けている。マンションは出ている。
朝日奈 侑介（あさひな ゆうすけ）
声 - 細谷佳正
朝日奈家の十一男。1994年3月31日生まれ。O型。身長173cm。初登場時16歳。
青春真っ盛りの純情男子。高校を卒業後、主人公と同じ明慈大学に補欠合格し入学。高校2、3年の時は絵麻と同じクラス。見た目も性格もヤンキーそのものだが、義理や人情を重んじる硬派なところがあり、曲がったことや卑怯なことが大嫌い。正義感がとても強い。高校1年生の時、違うクラスだった主人公に一目惚れして以来ずっと密かに想いを寄せている。ひそかに気になっていた主人公が家族になってしまったことで一時期はものすごく混乱した。裏表がなく感情がすぐ顔に表れてしまうため主人公への恋心を察した兄たち（主に椿）からよくからかわれている。椿からは「侑介はヒエラルキー最下層で弥より下」といわれる。侑介自身はヒエラルキーの意味を理解していない。基本的に兄弟とは仲が良いが風斗とはソリが合わずよく喧嘩する。カラオケボックスでアルバイトしている。要曰く哀れな成績らしく、高校の頃はいつも補習を受けていた。父親が侑介を身ごもっていた母に贈った「安産祈願」のお守りを譲り受け、高校生の時は常に身につけていた。幼いころは毎日ありえないくらい泥だらけで帰ってきたり、喧嘩をしてきたり、変な虫をつかまえてきたりと祈織と違って手のかかる子だった。風斗にはバカと呼ばれる。
初期設定では髪型は真ん中分けでなく、三つ編みもなく、学ランも普通でおとなしかった。制服が短ランなのは侑介が改造しているからだが、アニメでは短ランが一般的となった。
2009年3月に武蔵野市立吉祥寺第一中学校、2012年3月に都立陽出高等学校を卒業。現在は明慈大学商学部商学科に在学中。
2012年8月に普通自動車免許取得。初めて車に乗せた人は主人公で、免許をとった2日後。
趣味はカラオケ、仁侠映画、格闘技鑑賞。部屋に飾ってある任侠映画のポスターには椿によって落書きされているが侑介はまだ気づいていない。バイトで客が帰った後に掃除ついでに歌うことがある。上手いかどうかは不明だが、ゲーム内で梓が「侑介の方が風斗よりマシ」と述べている。声優を務める細谷は「侑介が歌が上手いわけがない」と解釈し、兄弟全員で歌うアニメのエンディングテーマでも敢えてぎこちない歌い方をした（原作サイドもこの解釈を認めている）。大事なものは何かと聞かれた時は絵麻のことを思い浮かべたようだった。落ち着く場所に関してはこれといったものはない様子。休みの日はバイトか漫画を読んでいるか弥の付き添いをしている。舎弟になってくれるならもう一人弟ができてもいいと考えている。主人公の誕生日にはなにをあげるべきか悩みバイト先のカラオケの割引チケットがプレゼントでもいいかと考えた。絵麻の第一印象はふつう、と照れているが今は絶対あきらめないと考えている。
愛読書はマンガ全般。得意科目は体育で、得意なスポーツはバスケと短距離走。体育祭でいつもリレーの選手に選ばれている。好きな食べ物は鳥の唐揚げとハンバーグ、焼き肉。嫌いな食べ物は生野菜。もしも1億円があったら雅臣に借りている6万円を返すと答えているが借金額は正確には8万円。無人島に一つ持って行くなら缶切り。毎日一生懸命、赤毛の髪をたて、高校生のころは琉生にならって三つ編みまでしているので、朝日奈家で一番ヘアアレンジが上手いのは侑介だといわれている。髪量は多く、髪質はふつう。
キャラクターコンセプトは正義感あふれる昭和のツンデレヤンキー、兄からいじられやすい弟。一途、必死、不運、根性。誰からも愛される男。
公式ファンブック中では最終回から9年後には「人を助ける仕事がしてぇ」と言って興信所に入っている。マンションで暮らしている。
朝日奈 風斗（あさひな ふうと）
声 - KENN
朝日奈家の十二男。1995年7月7日生まれ。B型。身長168cm。初登場時15歳。
アイドル。
TV番組やCMに多数出演している人気アイドルグループ「forttê」の一員。芸名は朝倉風斗。多忙な毎日を過ごしておりあまり家に帰ってこない。幼いころから芸能界で活躍しているためか大人びた言動を取ることが多い。ファンに対しては愛想がいいが家族の前では超がつくほどの生意気な態度で尊大に接してくる。そのためかグループの他のメンバーともうまくいっていない様子。しかし顔は整っているので親戚の女性からは大人気。歯に衣着せない毒舌と失礼な態度で主人公を怒らせたかと思えば、年齢に見合わない色気で翻弄してくることもある。本人はアイドルではなく役者を目指していて独学で演技の勉強をしているが、うまくいかない現実にいらだちと焦りを感じていた。仮契約していた海外の有名ブランドの香水のイメージモデルを祈織に奪われたうえ、風斗がアイドルでいられるのは「forttê」という存在のおかげであり、俳優としても演技は完全な我流で付け焼き刃程度と言われる。それを聞いて自暴自棄になっていたが、昔主人公と見た映画を見直した時に自分が本心から俳優になりたいと思っていたことを思い出し、立ち直る。現在は本格的に役者の勉強をするためロスへ留学中。
アイドル雑誌をもとにデザインされた。パステルカラーの衣装は兄弟の中でも風斗と弥のみと年下組の特権。アイドルっぽいという理由からアヒル口になった。初期設定では大人っぽい髪型だったがアイドルっぽいキラキラさをだすため髪をふわふわさせてヘアピンを足した。高校生Ver.の服では左手に腕章を嵌めている。
2011年3月に私立碧山学院中等部を卒業。その後主人公を追って都立陽出高等学校へ入学するも中退。株式会社ジェイムズ・エンターテインメント所属。
2012年3月に日本漢字能力検定2級に合格。バラエティーの企画でとらされたと思われる。元々頭は良いが高校の頃は出席日数が足りず補習を受けていた。
趣味は映画鑑賞。大事なものは自分自身。落ち着く場所は絵麻の上と答えている。休みがあるほど暇じゃない。これ以上弟はいらないと考えている。主人公への誕生日プレゼントは最前列のチケットとキスのひとつと答えている。絵麻の第一印象はバカな女、今の印象は案外悪い女。そのくらいじゃないと自分の女になる資格はないとも述べた。
愛読書は『スクリーン』。苦手科目、苦手なスポーツはないらしい。好きな食べ物については「あんたの手料理って答えてほしいの？」と述べている。嫌いな食べ物については答えていないが、偏食のよう。自分を漢字一字で表すと「誇」と答えているが、ジュリに言わせると「色」「欲」「魔」。生まれ変わっても自分でいたい。梓は「風斗はあまり歌が上手くない。」と話したことがあるが、後日「正直にいえば風斗の歌は上手。その通りにいうと椿が拗ねるから面と向かって褒めることはできない。」と訂正しているため風斗の歌は上手い。髪質がよく、毎日巻いても痛まない。髪量はふつうで髪質はやわらかい。
キャラクターコンセプトは若いけど物怖じしない、自分自身をしっかりもっている男。生意気、エロスが二大看板で加えて気品と特に知性。兄弟全員の中でも頭が良い方で相手によって言葉を使い分けている。わがままで奔放な名門貴族の御曹司がイメージ。
公式ファンブック中では最終回から9年後も芸能活動を続けている。マンションは出ている。
朝日奈 弥（あさひな わたる）
声 - 梶裕貴
朝日奈家の十三男。2000年1月3日生まれ。O型。身長140cm。初登場時10歳。
朝日奈家の良心ともいうべき純粋無垢な子。風斗からは大人たちにうまく取り入って保護される立場にいる、頭悪そうに見えてけっこうくえない奴、といわれる。末っ子ということもあり兄（特に雅臣）から溺愛されている。そのせいか甘えん坊で泣き虫。しかし主人公への恋心を自覚したこともあり積極的にアプローチするようになる。彼女に思いをよせる兄たちをライバル視することもある。雅臣から貰った青色の「うさたん零号機」を大切にしている。家族で別荘に行ったとき、水遊びに疲れ一人でコテージに戻り昼寝をしていたが、行方不明と間違えられた。泳げない。主人公に見合う男になるため社長になることを夢見ている。兄弟とジュリを独自の愛称で呼ぶが、その愛称はファンブックで描かれた9年後で姪の千歳に引き継がれている。
衣装デザインとしては赤ちゃんみたいな丸いシルエットにしたかった。1stシーズンでは鼻が描かれていなかった。2ndシーズンでは高校時代の絵麻の真似をして髪の毛をサイドで結んでいる。
2012年に武蔵野市立吉祥寺第一小学校を卒業後受験をして、現在は私立ブライトセントレア学院中等部へ入学。
趣味はサッカーと空手、兄たちのものまね（ゲームで試聴可能）。大事なものはゲーム機、自転車、カブトムシの幼虫、雅臣が作ったうさたんでうさたんはいつもポケットに入れている。落ち着く場所は「うさたん弐号機」の中。ふかふかしていて気持ちよく、時々そのまま寝てしまうらしい。休みの日は友達とサッカーをしたり侑介にサッカーの特訓をしてもらっている。お兄ちゃんと呼ばれたいため弟をほしがっている。主人公の誕生日にはお手伝い券、一緒にゲーム券、お姫様券、100回ちゅー券をプレゼントしようと思っている。絵麻の第一印象はやさしいおねえちゃんで今の印象は大好きなおねえちゃん。
愛読書は昆虫や深海魚の図鑑。苦手科目は特にない。得意なスポーツはサッカー。好きな食べ物はは主人公の作るカレーとハンバーグ。嫌いな食べ物は一部の野菜。自慢できるところは昆虫に詳しいところ。10年後は会社の社長になっていると思うと答えている。髪量はふつうで髪質はやわらかい。
キャラクターコンセプトは5歳児で将来有望。
公式ファンブック内では最終回から9年後には獣医になるために勉強していた。マンションで暮らしている。

### サブキャラクター
日向 麟太郎（ひなた りんたろう）
声 - てらそままさき
絵麻（主人公）の父親。冒険家をしており、家には不在がち。
絵麻は実の親だと思っていたが実際は違っていた。
優しく穏和な性格。
朝日奈 美和（あさひな みわ）
声 - 飯田奈保美（ゲーム）/ 井上喜久子（テレビアニメ）
兄弟たちの実母で絵麻（主人公）にとっては継母にあたる。本業はアパレルメーカーの社長。副業として東京・吉祥寺で5階建てのマンション「サンライズ・レジデンス」を経営し、朝日奈兄弟はこのマンションの3・4階にそれぞれの個室を持ち、5階にある共有エリアに集まってくつろぐ（1・2階は賃貸用物件）。なお鱗太郎・美和夫妻は一家とは離れて暮らしている。
美貌の持ち主である。

## ゲーム
オトメイトより発売される恋愛ゲーム（乙女ゲーム）。それぞれのゲームで、攻略可能な兄弟が分けられている。
BROTHERS CONFLICT Passion Pink
- PlayStation Portable用ソフト
- 2012年5月17日発売
- CEROレイティング：C（15歳以上対象）

BROTHERS CONFLICT Brilliant Blue
- PlayStation Portable用ソフト
- 2013年9月12日発売
- CEROレイティング：C（15歳以上対象）

BROTHERS CONFLICT Precious Baby
- PlayStation Vita、Nintendo Switch用ソフト
- Vita版：2016年4月7日発売、Switch版：2019年8月29日発売
- CEROレイティング：C（15歳以上対象）
- Passion PinkおよびBrilliant Blueを1本にまとめた移植版。タイトル画面でプレイする作品を選択できる。

## WEBラジオ

### サンラジオ・レジデンス
2012年11月22日から2013年12月19日まで、アニメイトTVで隔週木曜に配信された。全17回。パーソナリティは毎回交代で2人ずつ担当している。
パーソナリティ
- #1（2012年11月22日） - 鳥海浩輔（梓 役）、前野智昭（棗 役）、小野大輔（昴 役）、神谷浩史（ジュリ 役）
- #2（2013年1月24日） - 鈴村健一（椿 役）、浪川大輔（祈織 役）
- #3（2013年2月28日） - 諏訪部順一（要 役）、岡本信彦（光 役）
- #4（2013年3月28日） - 興津和幸（雅臣 役）、平川大輔（右京 役）
- #5（2013年4月11日） - 鳥海浩輔（梓 役）、武内健（琉生 役）
- #6（2013年4月25日） - 興津和幸（雅臣 役）、梶裕貴（弥 役）
- #7（2013年5月9日） - 前野智昭（棗 役）、KENN（風斗 役）
- #8（2013年5月23日） - 興津和幸（雅臣 役）、武内健（琉生 役）
- #9（2013年6月13日） - 平川大輔（右京 役）、岡本信彦（光 役）
- #10（2013年6月27日） - 平川大輔（右京 役）、前野智昭（棗 役）
- #11（2013年7月11日） - 武内健（琉生 役）、KENN（風斗 役）
- #12（2013年7月25日） - 小野大輔（昴 役）、細谷佳正（侑介 役）
- #13（2013年8月8日） - 前野智昭（棗 役）、浪川大輔（祈織 役）
- #14（2013年8月22日） - 平川大輔（右京 役）、岡本信彦（光 役）
- #15（2013年9月12日） - 鳥海浩輔（梓 役）、梶裕貴（弥 役）
- #16（2013年12月5日） - 佐藤利奈（絵麻 役）、小野大輔（昴 役）、細谷佳正（侑介 役）
- #17（2013年12月19日） - 鈴村健一（椿 役）、鳥海浩輔（梓 役）、前野智昭（棗 役）

### サンラジオ・レジデンス リターンズ
2014年12月19日から2015年3月27日まで、アニメイトTVで毎月1回配信された。全4回。パーソナリティは毎回交代で2人ずつ担当している。
- #1（2014年12月19日） - 岡本信彦（光 役）、KENN（風斗 役）
- #2（2015年1月24日） - 岡本信彦（光 役）、KENN（風斗 役）
- #3（2015年2月26日） - 平川大輔（右京 役）、武内健（琉生 役）
- #4（2015年3月27日） - 平川大輔（右京 役）、武内健（琉生 役）

## アニメ
2013年7月から9月まで放送された。
なお続編として、2014年12月・2015年2月に全2巻のOVAを発売している。

### スタッフ
- 原作 - ウダジョ、水野隆志（エム・ツー）、叶瀬あつこ（シルフコミックス/アスキー・メディアワークス刊）
- 監督 - 松本淳
- 監督補佐 - 金子伸吾
- シリーズ構成 - 高橋ナツコ
- キャラクター原案 - ウダジョ
- キャラクターデザイン・総作画監督 - 石井久美
- 美術監督 - 倉本章
- 色彩設計 - 辻田邦夫
- 撮影監督 - 荻原猛夫
- 編集 - 内田恵
- 音響監督 - 山田陽
- 音楽 - 中塚武
- 音楽制作 - NBCユニバーサル・エンターテイメント（旧ジェネオン・ユニバーサル・エンターテイメント）
- プロデューサー - 杉本美佳、稲葉三恵、佐藤健二、金庭こず恵、山崎史紀、山崎明日香
- チーフプロデューサー - 小倉充俊、江口聡
- アニメーションプロデューサー - 常葉みどり
- アニメーション制作 - Brain's・Base
- 製作 - 「ブラザーズ コンフリクト」製作委員会（NBCユニバーサル・エンターテイメント、KADOKAWA アスキー・メディアワークス〈旧アスキー・メディアワークス〉、ムービック、ショウゲート、ダックスプロダクション、エー・ティー・エックス）

### 主題歌
テレビアニメ
オープニングテーマ「BELOVED×SURVIVAL」
作詞 - 六ツ見純代 / 作曲・編曲 - HoneyWorks / 歌 - Gero
エンディングテーマ「14 to 1」
作詞 - くまのきよみ / 作曲・編曲 - C.G mix / 歌 - ASAHINA Bros.+JULI
2018年2月3日に開催された「NBCUniversal ANIME×MUSIC FESTIVAL〜25th ANNIVERSARY〜」では、Geroが「I’VE SPECIAL UNIT メドレー」（DJは高瀬一矢）でこの曲を歌唱している。
挿入歌
「GET READY TONIGHT!」（第1話、第10話）
歌 - 風斗（KENN）
挿入歌「名もなき星〜Silent Stars〜」（第11話）
歌 - Gero

OVA
オープニングテーマ「MY SWEET HEAVEN♂♀」
作詞 - 六ッ見純代 / 作曲・編曲 - HoneyWorks / 歌 - Gero
エンディングテーマ「I LOVE YOUが聞こえない」
作詞 - くまのきよみ / 作曲・編曲 - C.G mix / 歌 - ASAHINA Bros.+JULI

### 各話リスト
| 話数           | サブタイトル | 脚本         | 絵コンテ                  | 演出       | 作画監督                                                       |
| TVシリーズ     | TVシリーズ   | TVシリーズ   | TVシリーズ                | TVシリーズ | TVシリーズ                                                     |
| -------------- | ------------ | ------------ | ------------------------- | ---------- | -------------------------------------------------------------- |
| 第一衝突       | 兄弟         | 高橋ナツコ   | 松本淳                    | 金子伸吾   | 石井久美                                                       |
| 第二衝突       | 混乱         | 高橋ナツコ   | 柴田勝紀                  | 平田豊     | 渡辺亜彩美                                                     |
| 第三衝突       | 約束         | 伊神貴世     | 後藤圭二                  | 後藤圭二   | 中村深雪                                                       |
| 第四衝突       | 嫉妬         | 渡邊大輔     | 日巻裕二                  | 日巻裕二   | 岡田豊広                                                       |
| 第五衝突       | 浸水         | 大野木寛     | 金子伸吾                  | 三上喜子   | 遠藤大輔、佐々木睦美                                           |
| 第六衝突       | 写真         | ハラダサヤカ | ユキヒロマツシタ          | 飯田薫久   | 渡辺亜彩美、三浦かおる 林奈緒子                                |
| 第七衝突       | 限界         | 渡邊大輔     | 佐藤雄三                  | 小柴純弥   | 相澤伽月、大和田彩乃                                           |
| 第八衝突       | 悪夢         | 渡邊大輔     | 酒井和男                  | 藤本次朗   | 神本兼利、落合瞳                                               |
| 第九衝突       | 夢幻         | 高橋ナツコ   | 橘正紀                    | 日巻裕二   | 岡田豊広、中村深雪                                             |
| 第十衝突       | 彼岸         | 渡邊大輔     | 平田豊                    | 平田豊     | 谷川亮介、牧内ももこ 三浦かおる、林奈緒子 本多みゆき、奥野浩行 |
| 第十一衝突     | 愛憎         | ハラダサヤカ | 三上喜子                  | 三上喜子   | 田中織枝                                                       |
| 第十二衝突     | 恋愛         | 高橋ナツコ   | ユキヒロマツシタ 金子伸吾 | 金子伸吾   | 石井久美、川上暢彦 谷川亮介                                    |
| 第十二・五衝突 | 切望         | 高橋ナツコ   | 松本淳 金子伸吾           | 金子伸吾   | 石井久美                                                       |
| OVA            |              |              |                           |            |                                                                |
| 第1巻          | 聖夜         | 高橋ナツコ   | 松本淳                    | 松本淳     | 石井久美                                                       |
| 第2巻          | 本命         | 渡邉大輔     | 黒澤雅之                  | 平田豊     | 渡邉亜彩美                                                     |

### 放送局
| 放送地域 | 放送局             | 放送期間               | 放送日時           | 放送系列                                | 備考                                  |
| -------- | ------------------ | ---------------------- | ------------------ | --------------------------------------- | ------------------------------------- |
| 日本全域 | AT-X               | 2013年7月2日 - 9月17日 | 火曜 19:30 - 20:00 | CS放送                                  | 製作委員会参加 リピート放送あり       |
| 東京都   | TOKYO MX           | 2013年7月2日 - 9月17日 | 火曜 24:30 - 25:00 | 独立局                                  |                                       |
| 兵庫県   | サンテレビ         | 2013年7月2日 - 9月17日 | 火曜 24:30 - 25:00 | 独立局                                  |                                       |
| 京都府   | KBS京都            | 2013年7月2日 - 9月17日 | 火曜 25:00 - 25:30 | 独立局                                  |                                       |
| 神奈川県 | tvk                | 2013年7月2日 - 9月17日 | 火曜 25:30 - 26:00 | 独立局                                  |                                       |
| 愛知県   | テレビ愛知         | 2013年7月2日 - 9月17日 | 火曜 25:35 - 26:05 | テレビ東京系列                          |                                       |
| 日本全域 | BS11               | 2013年7月3日 - 9月18日 | 水曜 24:00 - 24:30 | BS放送                                  | ANIME+枠                              |
| 日本全域 | バンダイチャンネル | 2013年7月4日 - 9月19日 | 木曜 12:00 更新    | ネット配信                              | 配信後2週間無料視聴可（有料会員のみ） |
| 日本全域 | ニコニコ生放送     | 2013年7月4日 - 9月19日 | 木曜 22:00 - 22:30 | ネット配信                              |                                       |
| 日本全域 | ニコニコチャンネル | 2013年7月4日 - 9月19日 | 木曜 22:30 更新    | ネット配信                              |                                       |
| 韓国全域 | ANIPLUS            | 2013年7月5日 - 9月20日 | 金曜 23:00 - 23:30 | CS放送 IP放送 ケーブルテレビ ネット配信 | 15歳以上視聴可で放送 韓国語字幕あり   |

### Blu-ray / DVD
テレビアニメ
| 巻数 | 発売日         | 収録話            | 規格品番  | 規格品番  |
| 巻数 | 発売日         | 収録話            | BD限定版  | DVD限定版 |
| ---- | -------------- | ----------------- | --------- | --------- |
| 1    | 2013年8月21日  | 第1話             | GNXA-1571 | GNBA-2161 |
| 2    | 2013年9月20日  | 第2話 - 第3話     | GNXA-1572 | GNBA-2162 |
| 3    | 2013年10月23日 | 第4話 - 第5話     | GNXA-1573 | GNBA-2163 |
| 4    | 2013年11月27日 | 第6話 - 第7話     | GNXA-1574 | GNBA-2164 |
| 5    | 2013年12月25日 | 第8話 - 第9話     | GNXA-1575 | GNBA-2165 |
| 6    | 2014年1月29日  | 第10話 - 第11話   | GNXA-1576 | GNBA-2166 |
| 7    | 2014年2月26日  | 第12話、第12・5話 | GNXA-1577 | GNBA-2167 |

OVA
| 巻数 | 発売日         | 収録話 | 規格品番  | 規格品番  | 規格品番  | 規格品番  |
| 巻数 | 発売日         | 収録話 | BD豪華版  | BD通常版  | DVD豪華版 | DVD通常版 |
| ---- | -------------- | ------ | --------- | --------- | --------- | --------- |
| 1    | 2014年12月19日 | 第1話  | GNXA-1701 | GNXA-1711 | GNBA-2311 | GNBA-2321 |
| 2    | 2015年2月11日  | 第2話  | GNXA-1702 | GNXA-1712 | GNBA-2312 | GNBA-2322 |

舞台
| 1 | 2014年10月30日 | 第1回 |  | TE-1023 |
| 2 | 2015年8月21日  | 第2回 |  | TE-1025 |
| 3 | 2016年11月28日 | 第3回 |  | TE-1033 |

## 書籍

### 単行本
本編
- ウダジョ、水野 隆志、叶瀬あつこ『BROTHERS CONFLICT』 アスキー・メディアワークス〈シルフコミックス〉、全7巻
  1. 2010年12月22日初版発行、ISBN 978-4-04-870194-5
  2. 2011年4月22日初版発行、ISBN 978-4-04-870484-7
  3. 2011年9月22日初版発行、ISBN 978-4-04-870889-0
  4. 2011年11月22日初版発行、ISBN 978-4-04-870975-0
  5. 2012年1月21日初版発行、ISBN 978-4-04-886289-9
  6. 2012年3月22日初版発行、ISBN 978-4-04-886500-5
  7. 2012年7月21日初版発行、ISBN 978-4-04-886719-1
- ウダジョ、水野 隆志、叶瀬あつこ『BROTHERS CONFLICT 2nd SEASON』 アスキー・メディアワークス→KADOKAWA〈シルフコミックス〉、全5巻
  1. 2013年1月22日初版発行、ISBN 978-4-04-891292-1
  2. 2013年6月22日初版発行、ISBN 978-4-04-891786-5
  3. 2013年8月22日初版発行、ISBN 978-4-04-891789-6
  4. 2013年11月22日初版発行、ISBN 978-4-04-866102-7
  5. 2014年2月22日初版発行、ISBN 978-4-04-866255-0

短編集
- ウダジョ、水野 隆志、叶瀬あつこ『BROTHERS CONFLICT Short Stories』 アスキー・メディアワークス〈シルフコミックス〉、2013年2月22日初版発行、ISBN 978-4-04-891294-5

### コミカライズ
4コマ漫画
- ことり野デス子『ぶらざーず こんふりくと ぷるぷる』 アスキー・メディアワークス〈シルフコミックス〉、全2巻
  1. 2013年4月22日初版発行、ISBN 978-4-04-891619-6
  2. 2013年9月21日初版発行、ISBN 978-4-04-891790-2
- ことり野デス子『ぶらざーず こんふりくと ぷるぷる ぷるる』 KADOKAWA〈シルフコミックス〉、2014年7月22日初版発行、ISBN 978-4-04-866714-2

棗編
- 野切耀子『BROTHERS CONFLICT feat.Natsume』 アスキー・メディアワークス→KADOKAWA〈シルフコミックス〉、全2巻
  1. 2013年7月22日初版発行、ISBN 978-4-04-891787-2
  2. 2014年2月22日初版発行、ISBN 978-4-04-866254-3

椿＆梓編
- 中川わか『BROTHERS CONFLICT feat.Tsubaki&Azusa』 アスキー・メディアワークス〈シルフコミックス〉、2013年7月22日初版発行、ISBN 978-4-04-891788-9

侑介＆風斗編
- 中川わか『BROTHERS CONFLICT feat.Yusuke&Futo』 KADOKAWA〈シルフコミックス〉、2014年1月22日初版発行、ISBN 978-4-04-866253-6

13Bros.COLLECTION
- 中川わか『BROTHERS CONFLICT 13Bros.COLLECTION』 KADOKAWA〈シルフコミックス〉、2014年12月19日初版発行、ISBN 978-4-04-869125-3

第2巻が2015年3月20日に発売予定だったが、2016年4月時点で未刊行である。
一緒に桃色湯けむりロマンスを
- 坂本小夜『BROTHERS CONFLICT 一緒に桃色湯けむりロマンスを』 KADOKAWA〈シルフコミックス〉、2016年4月21日初版発行、ISBN 978-4-04-865893-5

GIMME THE LOVE!!
- 坂本小夜『BROTHERS CONFLICT GIMME THE LOVE!!』 KADOKAWA〈シルフコミックス〉、2017年1月21日初版発行、ISBN 978-4-04-892686-7

アンソロジー
- 『BROTHERS CONFLICT アンソロジー Perfect Pink』 KADOKAWA〈シルフコミックス〉、2015年3月19日初版発行、ISBN 978-4-04-869283-0
- 『BROTHERS CONFLICT アンソロジー Beloved Blue』 KADOKAWA〈シルフコミックス〉、2015年3月19日初版発行、ISBN 978-4-04-869281-6

### ビジュアルブック
- 『BROTHERS CONFLICT Passion Pink 公式ビジュアルブック』 アスキー・メディアワークス、2013年3月22日初版発行、ISBN 978-4-04-891523-6
- 『BROTHERS CONFLICT Brilliant Blue 公式ビジュアルブック』 KADOKAWA、2013年12月10日初版発行、ISBN 978-4-04-866156-0

### ファンブック
- 『BROTHERS CONFLICT TVアニメ公式ファンブック』 アスキー・メディアワークス、2013年9月30日初版発行、ISBN 978-4-04-891922-7
- 『BROTHERS CONFLICT 13Bros.MANIAX』 KADOKAWA〈シルフコミックス〉、2014年2月22日初版発行、ISBN 978-4-04-866346-5
- 『BROTHERS CONFLICT OVA公式ファンブック』 KADOKAWA、2015年3月27日初版発行、ISBN 978-4-04-869381-3

### 画集
- 『ウダジョART WORKS BROTHERS CONFLICT』 KADOKAWA、2014年3月27日初版発行、ISBN 978-4-04-866362-5

### 雑誌
すべて月刊シルフの増刊号。付録付き特集号。
- BROTHERS CONFLICT act.1 ～TSUBAKI＆FUTO～ 2014年1月号
- BROTHERS CONFLICT act.2 ～MASAOMI＆LOUIS＆WATARU～ 2014年2月号
- BROTHERS CONFLICT act.3 ～KANAME＆IORI＆YUSUKE～ 2014年3月号
- BROTHERS CONFLICT act.4 ～AZUSA＆NATSUME～ 2014年4月号
- BROTHERS CONFLICT act.5 ～UKYO＆HIKARU＆SUBARU～ 2014年5月号

## 舞台
舞台『BROTHERS CONFLICT ―BROTHERS ON STAGE!―』が2014年6月20日から29日、シアターサンモールにて上演。ストーリーの設定上、主人公とジュリ、末っ子の弥は登場しない。
2015年3月4日から9日には紀伊国屋サザンシアターにて舞台『BROTHERS CONFLICT ―BROTHERS ON STAGE! 2―』が上演され、4月8日から19日にはシアターサンモールにて、4月22日から24日には松下IMPホールにて初演の再演が上演された。2からは弥もキャスティングされている。
2016年7月6日から13日には全労済ホールスペースゼロ、7月16日から18日には松下IMPホールにて舞台『BROTHER CONFLICT ―BROTHERS ON STAGE! 3 THE FINAL―』 が上演された（棗は声のみの出演）。

### スタッフ
- 演出 - 伊勢直弘
- 脚本 - 葛木英
- 主催・制作 - トライフルエンターテインメント

### キャスト
（兄弟順）
- 雅臣 - 石井由多加
- 右京 - 未来弥
- 要 - 小林涼
- 光 - 才川コージ
- 椿 - 西島顕人
- 梓 - 金井成大
- 棗 - 谷口賢志
- 琉生 - 橋本祥平
- 昴 - 畠山遼
- 祈織 - 川隅美慎
- 侑介 - 柏木佑介
- 風斗 - 富田健太郎
- 弥 - 古賀瑠